# Haruyo Ichikawa
Pour les articles homonymes, voir Ichikawa (homonymie).
Haruyo Ichikawa (市川春代, Ichikawa Haruyo), née le 9 février 1913 et morte le 18 novembre 2004, est une actrice et chanteuse japonaise.

## Biographie
Haruyo Ichikawa est apparue dans 185 films entre 1929 et 1960.

## Filmographie sélective

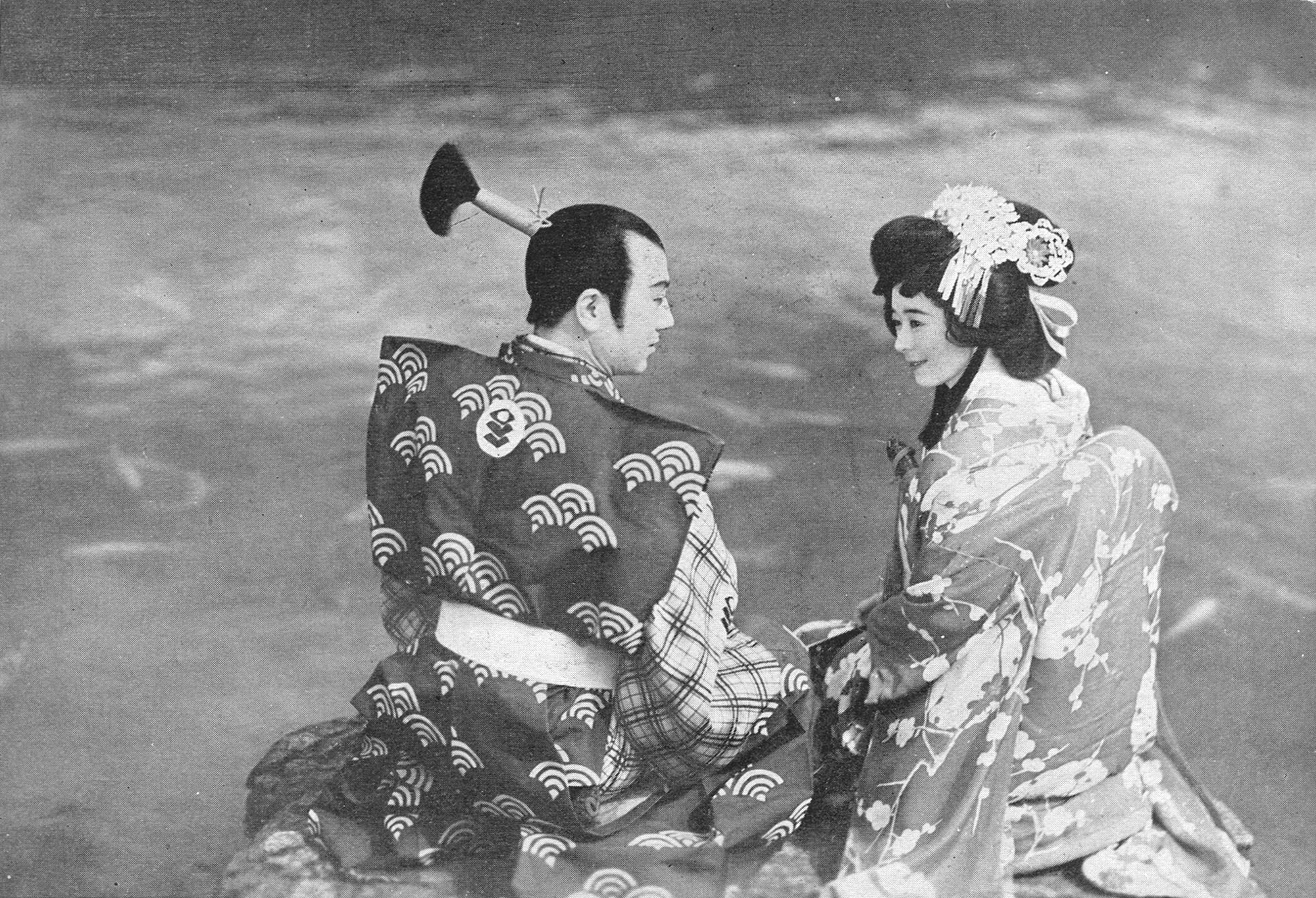
Chiezō Kataoka et Haruyo Ichikawa dans Le Jeune Homme capricieux (1935).

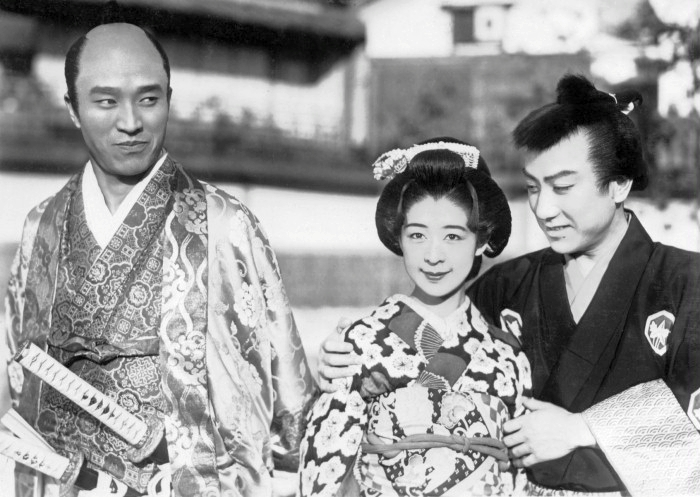
Dick Mine, Haruyo Ichikawa et Chiezō Kataoka dans Chants de tourtereaux (1939).

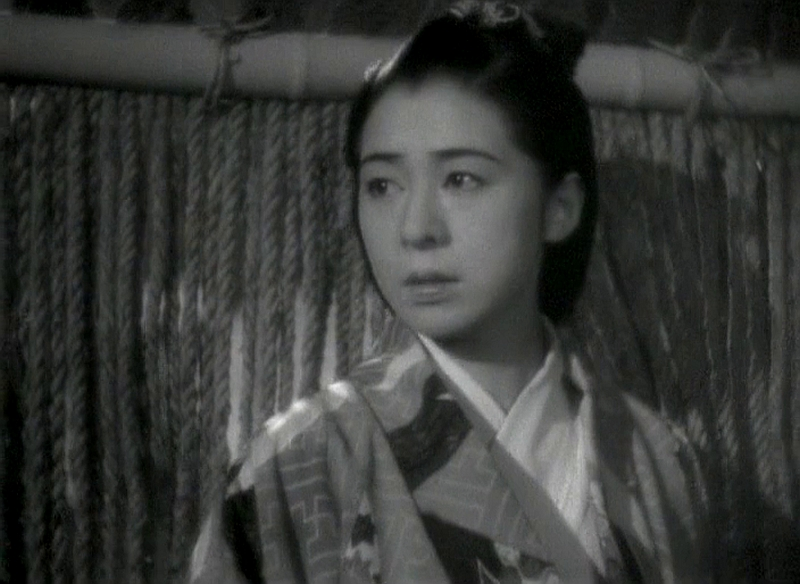
Haruyo Ichikawa dans À deux sabres (1943).

- 1931 : Souffle, brise de printemps (吹けよ春風, Fukeyo harukaze?) de Tomotaka Tasaka
- 1931 : Le Port sans mer (海のない港, Umi no nai minato?) de Minoru Murata
- 1932 : La Passiflore (受難華, Junanka?) de Kajirō Yamamoto
- 1933 : Daigaku no uta (大学の歌?) de Kiyohiko Ushihara
- 1934 : Au rythme du printemps (さくら音頭, Sakura ondo?) de Heinosuke Gosho
- 1934 : L'Art du ski en amour (恋愛スキー術, Ren'ai sukijutsu?) de Kajirō Yamamoto
- 1935 : Le Jeune Homme capricieux (戦国奇譚 気まぐれ冠者, Sengoku kitan: Kimagure kaja?) de Mansaku Itami : la princesse Tsubaki
- 1937 : La Fille du samouraï (Die Tochter des Samurai) de Arnold Fanck et Mansaku Itami : Hideko Kanda
- 1937 : Une jeune fille (若い人, Wakai hito?) de Shirō Toyoda : Keiko Enami
- 1938 : Histoire d'un succès (出世太閤記, Shusse taikōki?)[2] de Hiroshi Inagaki
- 1939 : Rōgoku no hanayome (牢獄の花嫁?)[3] de Ryōhei Arai
- 1939 : Chants de tourtereaux (鴛鴦歌合戦, Oshidori utagassen?)[4] de Masahiro Makino : Oharu
- 1941 : Le Festival de la mer (海を渡る祭礼, Umi wo wataru sairei?)[5] de Hiroshi Inagaki
- 1942 : Miyamoto Musashi : Duel à Ichijō-ji (宮本武蔵 一乗寺決闘, Miyamoto Musashi : Ichijō-ji kettō?)[6] de Hiroshi Inagaki
- 1943 : À deux sabres (二刀流開眼, Nitōryū kaigen?) de Daisuke Itō : Akemi
- 1952 : La Vie d'O'Haru femme galante (西鶴一代女, Saikaku ichidai onna?) de Kenji Mizoguchi : la dame de compagnie Iwabashi
- 1953 : Quel est ton nom ? (君の名は, Kimi no na wa?) de Hideo Ōba
- 1953 : Quel est ton nom ? II (君の名は 第二部, Kimi no na wa: Dai-ni-bu?) de Hideo Ōba
- 1954 : Quel est ton nom ? III (君の名は 第三部, Kimi no na wa: Dai-san-bu?) de Hideo Ōba
- 1955 : L'Histoire de l'amour (愛の歴史, Ai no rekishi?) de Kajirō Yamamoto
- 1955 : L'Histoire du beau jeune homme de l'ère Genroku (元禄美少年録, Genroku bishōnen roku?) de Daisuke Itō
- 1955 : Shin shokoku monogatari: Otena no tō zenpen (新諸国物語 オテナの塔 前篇?) de Kimiyoshi Yasuda
- 1956 : Shin shokoku monogatari: Otena no tō kōhen (新諸国物語 オテナの塔 後篇?) de Kimiyoshi Yasuda
- 1956 : Tsuki no kōdōkan (月の紘道館?) de Keigo Kimura
- 1960 : Tōkyō no josei (東京の女性?) de Shigeo Tanaka